# Tempesta tropicale Lee (2011)
La tempesta tropicale Lee è stata una tempesta tropicale attiva nel Golfo del Messico.

## Storia meteorologica
Alla fine dell'agosto 2011, gran parte dei Caraibi occidentali passarono sotto l'influenza di abbondante umidità tropicale. In combinazione con una favorevole diffluenza superiore, l'umidità ha cominciato a formare un tempo disturbato. Questo ha contribuito alla genesi di un debole onda tropicale. L'onda si è mossa verso ovest, poi verso ovest-nord-ovest, attraversando tutta la penisola dello Yucatan verso il Golfo del Messico, pur rimanendo in gran parte disorganizzata. Dopo l'arrivo nel golfo il 31 agosto, il sistema non è riuscito a svilupparsi a causa di un wind shear inizialmente alto. Tuttavia, il National Hurricane Center (NHC) aveva previsto una possibile formazione di un ciclone tropicale in un giorno o due. Il 1º settembre, il sistema è stato considerato sufficientemente organizzato per essere aggiornato a depressione tropicale, con il suo centro situato 255 miglia (360 km) a sud-ovest della foce del fiume Mississippi.
Situato all'interno di una zona di correnti deboli, la depressione è rimasta quasi totalmente stazionaria durante le fasi iniziali della sua esistenza ed ha mostrato una scarsa organizzazione. Il 2 settembre la convezione ha cominciato a spostarsi sulla sua parte orientale, per poi produrre un aumento del venti. Per questo, la depressione è stata aggiornata a tempesta tropicale alle ore 18:00 UTC quello stesso giorno. Il sistema si è dissipato il 5 settembre.